# Chamartín (Madrid)
Pour les articles homonymes, voir Chamartín.
Chamartín est un des vingt-et-un arrondissements de la ville de Madrid. D'une superficie de 919,57 hectares, il accueille 142 700 habitants en 2021. 

## Géographie
Le district est divisé en six quartiers (barrios) :
- Castilla
- Ciudad Jardín
- El Viso
- Hispanoamérica
- Nueva España
- Prosperidad

## Histoire
Originellement Chamartín de la Rosa est une ville de la banlieue nord de Madrid, rattachée à la capitale en 1948.

## Sites et monuments
Le palais des ducs de Pastrana ou palais Gilhou est un ancien hôtel particulier construit au XIXe siècle. 

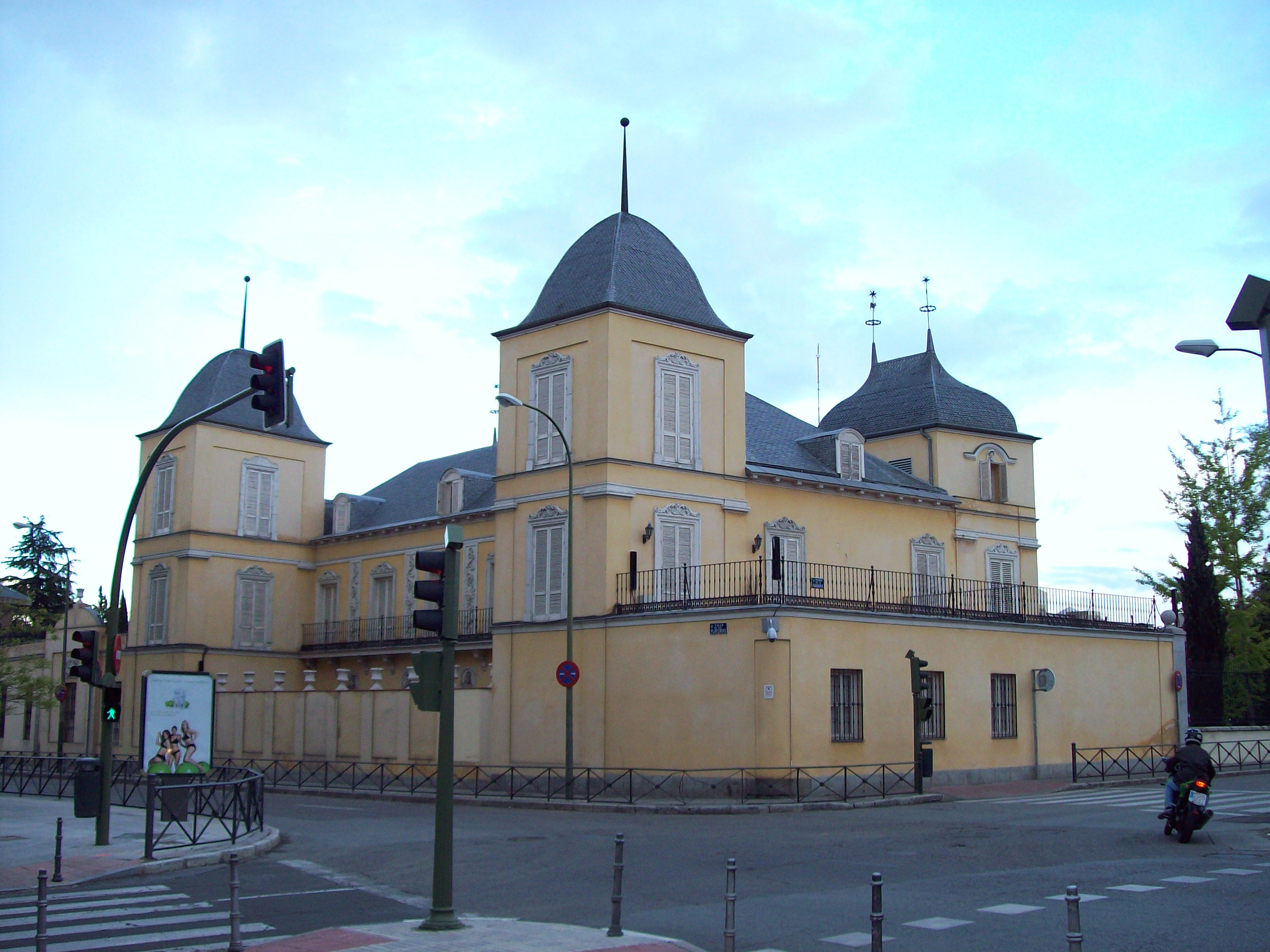
Le palais des ducs de Pastrana.